# Svend Foyn
Svend Foyn (Tønsberg, 9 de julio de 1809-Nøtterøy, 29 de noviembre de 1894) fue un capitán ballenero noruego, un pionero que revolucionó los métodos para la caza y procesamiento de ballenas. Svend Foyn introdujo el cañón arponero y otras técnicas que modernizaron la industria ballenera.
Todo el proceso de la caza de ballenas cambió drásticamente cuando Svend Foyn inventó el arpón explosivo. Al hacerlo, eliminó gran parte del peligro que suponía la caza de ballenas a pesar de que siguió siendo una empresa muy peligrosa. Su invento, aumentó la eficiencia en la captura de las ballenas, permitiendo de paso la caza de rorcuales, las ballenas más grandes y rápidas del grupo de las ballenas barbadas.
Svend Foyn introdujo la mecanización, con barcos de vapor equipados en la proa con cañones de gran calibre para lanzar arpones que explotaban en el momento del impacto. Construyó el Spes et Fides, primer ballenero a vapor, de 86 toneladas y siete nudos de velocidad. El barco estaba equipado con siete lanzadores de arpones separados montados en la proa, cada uno disparaba un arpón y su granada explosiva. El buque tenía 29 m de largo, con un motor de 20 caballos (15 kW) con el que podía alcanzar una velocidad de 7 nudos (13 km/h).
Svend Foyn patentó su sistema con cañón lanzador y arpó con granada explosiva en 1870. Modificó los diseños existentes y utilizó las ideas desarrolladas por Erik Eriksen. Consistía en un cañón que disparaba un arpón que se clavaba en la ballena y un momento después estallaba la cabeza explosiva que llevaba infligiendo una herida mortal a la ballena. A continuación, la ballena era recuperada por medio de un torno, una vez junto al barco se bombeaba aire dentro del cuerpo de la ballena para mantenerla a flote, y de ese modo, con la ballena asegurada al barco, era llevada a la estación ballenera para su procesamiento.
Con este sistema, Noruega desarrolló una nueva y rentable industria. Después de años de perfeccionamiento de un cañón que podía disparar un arpón con granada, Foyn consiguió capturar 30 ballenas en 1868. Este aumento de la eficiencia permitió ya cazar todas las especies de ballenas, incluso las más grandes que jamás se habían podido cazar con anterioridad. La industria ballenera estaba en declive cuando Foyn comenzó su desarrollo del cañón de proa lanza arpones. El éxito del sistema de Foyn, combinado con el desarrollo de los barcos a vapor, creó una moderna industria que primero dominaron los noruegos, a continuación los británicos y, por último, los rusos y japoneses.
Foyn cuando murió dejó una fortuna de 4 millones de coronas noruegas y una industria que casi aniquila a estos grandes animales. A fines de 1960 el número de ballenas había disminuido tan drásticamente que muchas naciones abandonaron su caza. A ello se unió la prohibición emanada de la Comisión Ballenera Internacional.